# Helictotrichon leianthum
Helictotrichon leianthum är en gräsart som först beskrevs av Yi Li Keng, och fick sitt nu gällande namn av Jisaburo Ohwi. Helictotrichon leianthum ingår i släktet Helictotrichon och familjen gräs. Inga underarter finns listade i Catalogue of Life.